# Димитър Владов
Димитър Г. Владов с псевдоним Докторът е български революционер, деец на Върховния македоно-одрински комитет и на Вътрешната македоно-одринска революционна организация, лекар-психиатър.

## Биография
Владов е роден в западномакедонския град Ресен, тогава в Османската империя, днес в Северна Македония на 3 април 1873 година. След смъртта на баща му семейството му емигрира в Свободна България и завършва гимназия във Варна, преминавайки по два класа на година. В 1893 година медицина в Монпелие и в 1897 година – в Лионския университет, Франция. или 1898 г. През 1894 година пренася куфари с динамит от Варна във вътрешността на Македония. На VIII македоно-одрински конгрес в 1901 година е избран за член на ВМОК като привърженик на крилото на генерал Иван Цончев.
В 1904 година е изпратен от генерал Иван Цончев и Задграничното представителство на ВМОРО да положи изпит в Цариград, за да може да практикува в Османската империя и след това е назначен за екзархийски училищен лекар в Битоля, където става член на окръжния революционен комитет и същевременно става проводник на линията на върховистите. През 1905 година е прострелян 4 пъти от гръцки терорист, като в отговор ВМОРО убиват представителите на гръцкия комитет Тирче Танти (Сотириос Тантис) и Михаил Папаяни в Битоля. В 1908 година защитава тезата „Убийството в умствената патология“.
След Младотурската революция в 1908 година става деец на Съюза на българските конституционни клубове и е избран за делегат на неговия Учредителен конгрес от Ресен. Работи в Русе, а към 1911 г. е ординатор първа степен в психиатричното отделение на Александровска болница в Русе.
При избухването на Балканската война в 1912 година Владов е доброволец в Българската армия и служи в 1 бригада и в щаба на Македоно-одринското опълчение, както и във втора пехотна тракийска дивизия. На фронта пада от кон и заболява.
В 1915 година се противопоставя на ориентацията на България към Централните сили в Първата световна война. Участва във войната като началник на санитарен транспорт. Според Михаил Думбалаков д-р Владов при голямото си благородство има страст към хазарта. Владов се ползва с голямо доверие от руския пълномощен министър Александър Савински, което е използвано от премиера Васил Радославов, който товари Владов с проучвателни мисии за руските позиции.
Димитър Владов умира в 1917 година в София при падане от кон.